# Leptochiton nexus
Leptochiton nexus is een keverslakkensoort uit de familie van de Leptochitonidae. De wetenschappelijke naam van de soort is voor het eerst geldig gepubliceerd in 1864 door Carpenter.